# Меллер, Вадим Георгиевич
Вадим Георгиевич Меллер (1884—1962) — украинский советский художник-авангардист (кубофутурист, конструктивист,экспрессионист), театральный художник, иллюстратор и архитектор. Заслуженный деятель искусств Украинской ССР (1942).

## Биография
Родился в Санкт-Петербурге в 1884 году. Отец, Георгий Меллер, был шведом, мать, Елена Карузо, была наполовину гречанка, наполовину итальянка.
В период 1903—1908 учится в Киевском университете. Берет частные уроки у художника Франца Рубо.
С 1908 по 1912 живёт в Германии, где учится в Мюнхенской академии художеств и одновременно — в студии рисования Генриха Книрра, где встречает Пауля Клее, который знакомит его с группой Синий всадник.
Затем переезжает в Париж, где живёт с 1912 по 1914 годы. В Париже Меллер учится в студии Антуана Бурделя, становится членом Салона Независимых. Вадим Меллер вместе с другими русскими художниками (К. Малевич, А. Экстер и др.) выставляется в Весеннем и Осеннем Салонах.
Период 1918—1921 отмечен совместными работами со сценографом Брониславой Нижинской в её Балетной Студии (Киев).
Работу в театре начал в 1921 году в Киевском театре им. Шевченко (оформление драмы «Мазепа» Словацкого).
В 1922 году Вадим Меллер был приглашён Лесем Курбасом на должность главного художника в украинский театр «Березиль». В 1925 году художник  был удостоен золотой медали за макет к спектаклю театра Леся Курбаса "Березиль"   "Секретарь профсоюза". В том же году работы В. Меллера экспонировались на Международной выставке театрального искусства в Нью-Йорке. Преподает в Киевской художественной академии вместе с В. Татлиным и А. Богомазовым. Вступает в Ассоциацию революционных художников Украины, основанную Д. Бурлюком.
В 1928 году совместно с Э. Лисицким, А. Тышлером и В. Ермиловым принимает участие в Международной выставке печати «Пресса» в Кёльне.
В 1934 году совместно с И. Ю. Каракисом и А. А. Тацием работал над оформлением Харьковского окружного дома Красной Армии им. К. Е. Ворошилова (ХОДКА) которое простояло 9 лет и было разрушено во время войны в 1943 г.
В 1935 году вместе с В. Д. Ермиловым принимает участие в оформлении Харьковского Дворца пионеров.
После войны руководил Институтом монументальной живописи и скульптуры Академии искусств Украины (в 1948 г. снят с должности по обвинению в космополитизме), работал как театральный художник.
В 1953 – 1959 годах был главным художником Театра им. Франко. Создал этапные для украинского театрально-декорационного искусства произведения, отличающиеся идейной целеустремленностью, пластической выразительностью, разнообразием изобразительных средств. Оформил спектакли «Гибель эскадры» (1933), «Правда» (1937), «Богдан Хмельницкий» (1939), «Фронт» (1942) Корнейчука, «Портрет» Афиногенова (1934), «Земля» Вирты (1938), «Вишнёвый сад» (1946), «Егор Булычев и другие» (1953), «Крылья» Корнейчука (1954), «Король Лир» (1959), «Фауст и Смерть» Левады (1961).
Скончался в Киеве 4 мая 1962 года. Похоронен на Байковом кладбище.
Вадим Меллер был женат на Нине Генке.

## Награды
- орден Трудового Красного Знамени (25.04.1944)
- орден «Знак Почёта» (24.11.1960)
- медаль «За доблестный труд в Великой Отечественной войне 1941-1945 гг.»
- Заслуженный деятель искусств Украинской ССР (29.08.1942)